# 전경린
전경린(1962년 11월 26일 ~ )은 대한민국의 소설가이다. 본명은 안애금이며, 경상남도 함안군에서 태어나 경남대학교 독어독문학과를 졸업하고, 1995년에 《사막의 달》로 동아일보 신춘문예를 통해 등단하였다.

## 수상 경력
- 2007년 이상문학상 - 〈천사는 여기 머문다〉[2]
- 2011년 현대문학상 - 《강변마을》

## 주요 작품

### 소설집
- 《염소를 모는 여자》 (1996년, 2014년, 문학동네)
- 《바닷가 마지막 집》 (1998년, 생각의 나무)
- 《물의 정거장》 (2003년, 2012년, 문학동네)
- 《천사는 여기 머문다》 (2014년, 문학동네)

### 장편소설
- 《아무 곳에도 없는 남자》 (1997년, 문학동네)
- 《내 생에 꼭 하루뿐일 특별한 날》 (1999년, 2014년, 문학동네)
- 《열정의 습관》 (2002년, 자음과모음 <이룸>)
- 《검은 설탕이 녹는 동안》 (2002년, 문학동네)
- 《황진이》 (2004년, 자음과모음 <이룸>)
- 《언젠가 내가 돌아오면》 (2006년, 이룸)
- 《엄마의 집》 (2007년, 열림원)
- 《풀밭 위의 식사》 (2010년, 문학동네)
- 《최소한의 사랑》 (2012년, 웅진지식하우스)
- 《해변 빌라》 (2014년, 자음과모음)
- 《이마를 비추는, 발목을 물들이는》 (2017년, 문학동네)
- 《이중 연인》 (2019년, 나무옆의자)
- 《자기만의 집 (엄마의 집 개정판)》 (2025년, 다산책방)

### 산문집
- 《그리고 삶은 나의 것이 되었다》 (2003년, 이가서)
- 《나비》 (2004년, 늘푸른소나무)
- 《붉은 리본》 (2006년, 웅진)
- 《사교성 없는 소립자들》 (2018년, 섬앤섬)